# Обозний великий литовський
Обозний великий литовський — урядник Великого князівства Литовського, основними обов'язками якого були пошук місця для табору, його облаштування, розквартирування військ.

## Історія
Уряд був введений 1633 року. На Сеймі 1717 року був встановлений для нього юргельт (щорічна платня) розміром 15 000 злотих. Обозний призначався Великим гетьманом, з 1768 року — довічно.

## Деякі відомі обозні великі литовські
- Павло Ян Сапіга (1638—1645)
- Томаш Казімєж Сапіга (1649—1654)
- Михайло Казимир Пац (1659—1663)
- Міхал Халецький (1709—1715)
- Антоній Потій (1715—1729)
- Іґнацій Огінський (1729—1744)
- Людовик Потій (1744—1748)
- Олександр Михайло Сапега (1748—1750)
- Леонард Потій (1752—1771)
- Фредерік Юзеф Мошинський (1771—1773)
- Юзеф Юдицький (1774—1776)
- Міхаель-Йоганн фон дер Борх (1781—1787)
- Олександр Михайло Потій (1793—1795).